# 卷层云
卷层云（拉丁語：Cirrostratus，符号：Cs）是白色透明均匀的云，地物有影，日月轮廓分明，常伴有晕。
一般可分为两种云状：
- 毛卷层云（Cs fil，Cirrostratus filosus）：云体不均匀，可分辨，有明显的白色丝缕结构。
- 薄幕卷层云（Cs nebu，Cirrostratus nebulosus）：均匀的云幕，较薄时不可见，只有日月晕可以证明云的存在，当云体较厚时，日月轮廓清楚，但光线应仍可以投影。